# Åsa
Åsa est une ville de la commune de Kungsbacka, dans le comté de Halland. Elle se trouve à 45 kilomètres au sud de Göteborg.

## Description
Åsa est une station balnéaire populaire chez les habitants de Göteborg et de Borås. Elle profite récemment d'un augmentation démographique du fait de l'essor urbain du Grand Göteborg.
La station héberge deux écoles, Åsaskolan (550 élèves) et Åsa Gårdsskola (350 élèves). Cette dernière a été inaugurée en 2008.
La station possède un club de sports, Åsa IF, active en football, hockey, tenis de table, et d'autres. Chaque année, un championnat de football accueille les enfants jusqu'à 12 ans. Ce championnat attire des équipes de tout le sud de la Suède. Un championnat de tennis de table est également organisé par l'Åsacup-pool, et attire des participants de tout l'ouest du pays.
La station propose un supermarché, une boulangerie, un garage / station-essence, des restaurants et quelques boutiques spécialisées.
Åsa accueille également l'université populaire Löftadalens Folkhögskola. Dans les années 50 et 60, les bâtiments étaient occupés par un centre de vacances et de loisirs pour les communes de Kiruna et Gällivare.
La ville est desservie par des bus régionnaux à destination de Kungsbacka et Frillesås, et une gare régionale relie la ville à la Västkustbanan (ligne de la côte ouest).

## Population
| 1965 | 1970 | 1975 | 1980 | 1990  | 1995  | 2000  | 2005  | 2010  |
| ---- | ---- | ---- | ---- | ----- | ----- | ----- | ----- | ----- |
| 360  | 392  | 634  | 901  | 2 486 | 2 874 | 3 092 | 3 218 | 3 369 |